# Église Sainte-Marie-la-Rodona
Pour les articles homonymes, voir église Sainte-Marie.
L'église Sainte-Marie-la-Rodona ou simplement église de la Rodona est une église de style roman située à Ille-sur-Têt, dans le département français des Pyrénées-Orientales.

## Histoire
L'église est classée monument historique le 28 février 1986.